# キエティスム
「静寂主義」とも訳されるキエティスム（仏: Quiétisme, 英: Quietism クワイエティズム）は、様々な意味と定義を持つ用語である。
- キエティスムは、16世紀、17世紀にフランス、イタリア、スペインで広まったキリスト教哲学である。しかし、それ以前からすでに元になる考え方は存在した。キエティストとして知られる神秘家たちは、多かれ少なかれ完成に不可欠な状態として、知性ある静寂と内面的な受動性を重視する。そしてそれらは公的にはローマ・カトリック教会によって、アビラのテレサや十字架のヨハネなど一部を除いて多くは「異端」として排斥されてきた。

- キエティスムは、ショーペンハウアーによれば、苦悩から救いに導く無私無欲の主義のことである。

- キエティスムは、イギリスのクエーカー教徒たちが、熱狂的な儀式の始まりの開始の後、また、1660年に君主制の復活に際して迫害を受けた結果、さらには、19世紀の福音主義の局面の前に経験した一面を描写するために使われる用語である。

- キエティズムは、18世紀、モラビア派にも入り、そのため「心の燃える」経験を持つに際してモラビア派の人々から多くの助けを得たジョン・ウエスレーは、モラビア派の人々を尊敬しつつ、メソジスト教徒は、彼らと袂を分かつようになった。その原因となったのが「恩寵の手段」を巡る論争であった。すなわち、ウエスレーは「恩寵の手段」は神によって聖書のうちに定められたものであるので、それを遵守することはクリスチャン信仰の大切な一面であると理解し、自らも、また、メソジストたちにも恩寵の手段を忠実に守るように指導した。それに対して、モラビア派は、恩寵の手段を用いることは人間的なわざにより頼むことに他ならないと主張し、むしろ何もせずに静かに神のわざを待つことが信仰であるとし、双方の意見は互いに相容れるところがなかった。

- キエティスムは、イラクのシーア派における主要な傾向でもある。シーア派は宗教を政治とは別個に保持することを求める。これは1979年に政権を掌握したイランのシーア派政府のあり方とは、はっきりとした対照を成すものである。イランでは、キエティスム派は軽んじられ、迫害されている。シーア派の政教分離の伝統は、現代のイスラム教文化の中に不協和音を生み出すもととなった。と言うのは、イラクのシスタニ師は、最も主要なイラクの政治的決断の中で、間接的ではないにせよ決定的な役割を果たしつつ、自らをキエティスム思想の後継者であると位置付けているからである。

- キエティスムは、心の平和あるいは静けさ、穏やかさ、無関心、無気力、冷静さ、邪魔されない状態、無為などを一般的な意味で表現する言葉としても使われる。

## キリスト教哲学

### キリスト教哲学の起源
穏やかな静寂の状態、あるいはアタラクシアの状態は、エピクロスやストア派、あるいは皇帝マルクス・アウレリウスのような古代ローマの信奉者たちによって、望ましい心の状態と見なされていた。キエティスムは、仏教で言う涅槃（ニルヴァーナ）の境地と比較されてきた。罪のない状態、神との合一の達成の可能性は、ローマ・カトリック教会によって否定されている。
ヴィエンヌ公会議（1311年-1312年）で非難された「間違い」の主張とは、以下の通りである。すなわち、
現世における人間の生は、完全に罪のない状態になるに従って、相当に完璧なレベルに到達しうるということ。
また、断食あるいは祈りは必要ないが、何であれ切望するならば容易に「完璧」に到達しうるということ（これは、南フランスとカタルーニャのカタリ派やアルビ派との関係を暗に示唆する）。
さらには、彼らはいかなる人間の権威にも従わず、あるいは、教会の教えにも拘束されていないということ。
フラティチェリの側では個人の自律に関する同様の主張が、1317年、ローマ教皇ヨハネス22世によって激しい糾弾にさらされた。1329年、同教皇はマイスター・エックハルトの誤りの中にある、パンがキリストの肉体に変わったという秘蹟（→「化体説」の項を参照）と同様に、我々は総合的に神へと変容するのだという主張、および、内なる行動の価値―これらは持続的に我々に与えられている神格によって造られたとされる―を法的に禁じた。
キエティスムは、偉大な16世紀のスペイン神秘家たち、すなわち、アビラのテレサや十字架のヨハネらの流れの中で、さらなる発展を遂げた。その流れにおける最終的な正統派カトリックの擁護者は、ミゲル・デ・モリノスであった。彼は、カトリック百科事典によって、キエティスムの創始者とされた。17世紀のフランスにおけるキエティスム運動の主唱者は、モリノスの文通相手であり、多くの著作活動を行った作家ギュイヨン夫人であった。彼女はルイ14世治世下の裁判で、マントノン夫人や大司教フェヌロンのカトリック支配下にある支持者たちを改宗させ、大きな影響を与えた。
モリノスとキエティスムの教義は、最終的には教皇インノケンティウス11世の1687年の教令「チェレスティス・パストル（Coelestis Pastor）」の中で非難された。フランスの聖職者委員会はギュイヨン夫人の作品を調査して大部分を許し難いものとし、政府は彼女をまず修道院に監禁し、次にバスティーユ監獄で禁固にした。
フェヌロンがボシュエとの出版論争において猛烈な擁護を行った後、1699年、インノケンティウス12世の教皇インノケンティウス12世は、フェヌロンの著書Maxims of the Saintsを発禁処分にした。依然として残ったイタリアのキエティストたちに対する宗教裁判の推進は、18世紀まで続いた。

### 神学
キエティスムにおいては、人間の最も崇高な完成は、現世にありながらも自己の精神を無きものにし、そして、その結果生じた聖なるものへの魂の没頭状態であると言われる。このようにして、精神は世俗的な興味から受け身かつ持続的な神の直視へと引き出されるのである。ギュイヨン夫人は、「自分は罪を犯すことはできない。なぜなら、罪とは自我のことだからだ」と主張した。そして彼女は自我からの脱却をはかった。
その神学的な意義が何であれ、キエティスムによって暗示される個人の自律が教会の統一、同化、規律を揺るがす効果を持ったことは否定できない事実である。

## ショーペンハウアー
ショーペンハウアーは、キエティスムを生きる意志の否定だと述べた。彼によれば、この服従と無私は知性の最終段階を構成しており、世界の苦悩からの究極の救済もしくは解放である。知性の最終段階だというのは、精神が世界を把握し、それゆえそれ自身が持続的に強い衝動に駆られ、結果として、苦悩や痛みを引き起こすような人間の欲望もしくは意思とよく似ているからである。キエティストは世界と人間の身勝手さから目を背けるのである。